# اسالی سانتوشپور
اسالی سانتوشپور (به لاتین: Asali Santoshpur) یک منطقهٔ مسکونی در بنگلادش است که در ناحیه باریسال واقع شده‌است.